# Росточи (Арад)
Росточи (рум. Rostoci) насеље је у Румунији у округу Арад у општини Плешкуца. Oпштина се налази на надморској висини од 184 m.

## Становништво
Према подацима из 2002. године у насељу је живело 140 становника, од којих су сви румунске националности.